# Трилесино (Шкловский район)
Триле́сино (бел. Трылесіна) — деревня в Александрийском сельсовете Шкловского района Могилёвской области Белоруссии.
Расположена у трассы Р121. Ближайшие населённые пункты: деревня Говораки, Щетинка

## История
Упоминается в 1643 году как деревня Трилесин в составе Шкловской волости в Оршанском повете Великого Княжества Литовского. Во время Великой Отечественной войны в Шкловском районе действовала 222-я стрелковая дивизия 33-й армии. 27 июня 1944 года в бою за деревню Трилесино командир взвода управления батареи 544-го миномётного полка лейтенант Пётр Зюльков закрыл своим телом амбразуру вражеского дзота, за что посмертно ему было присвоено звание Героя Советского Союза.